# Vǫluspá
Vǫluspá (La profezia della veggente) è il primo e più famoso poema dell'Edda poetica.
Racconta la storia della creazione del mondo e la sua futura fine narrata da una vǫlva o veggente che parla ad Odino. È una delle più importanti fonti primarie per lo studio della mitologia norrena.
La profezia inizia con un discorso ad Odino. La veggente inizia a narrare la storia della creazione del mondo in una forma ridotta. Spiega come abbia ottenuto la sua conoscenza, infatti conosce l'origine dell'onniscienza di Odino, ed altri segreti degli dèi di Ásgarðr. La veggente parla di avvenimenti passati e futuri, toccando la maggior parte dei miti norreni, come la morte di Baldr avvenuta per mano di Hǫðr, architettata con l'inganno da Loki. Alla fine racconta la fine del mondo, il Ragnarǫk, e la sua seconda venuta.
Il poema è interamente conservato nel Codex Regius (1270 circa) e nei manoscritti dell'Hauksbók (1334 circa); molte parti di esso vengono citate nell'Edda in prosa di Snorri Sturluson (del 1220 circa). Il Codex Regius è composto da 63 strofe fornyrðislag.

## Trama
Il poema si apre con la veggente che dice agli esseri umani figli di Heimdallr di fare silenzio. Chiede quindi ad Odino se voglia che lei declami le antiche tradizioni e leggende. Afferma di ricordare ancora i giganti che molto tempo prima l'hanno allevata.
Inizia allora a narrare il Mito della Creazione; il mondo era vuoto finché i figli di Borr fecero emergere la terra dalle acque del mare. Gli Æsir allora misero ordine nel cosmo, trovando un posto per il sole, la luna e le stelle e dando così inizio al ciclo del giorno e della notte. Seguì quindi un'epoca meravigliosa, durante la quale gli Æsir disponevano di oro in grande abbondanza e costruivano con gioia i templi e ogni altra cosa. Ma poi dallo Jǫtunheimr arrivarono tre giovani e potenti gigantesse e l'età dell'oro ebbe così fine. Gli Æsir allora crearono i Nani Norvegesi, i più potenti dei quali sono Mótsognir e Durinn.
A questo punto, dopo 10 delle 66 stanze di cui è composto il poema, iniziano sei stanze che contengono semplicemente un elenco di nomi di Nani. Questa parte, chiamata talvolta Dvergatal (catalogo dei nani), è generalmente considerata un'interpolazione e viene frequentemente tagliata dagli editori e dai traduttori.
Dopo lo Dvergatal si racconta la creazione di Askr ed Embla, il primo uomo e la prima donna, e si descrive lo Yggdrasill, l'albero del mondo. La veggente ricorda allora gli eventi che condussero alla prima guerra di tutti i tempi e come si svolse la lotta tra gli Æsir e i Vanir.
La veggente rivela ad Odino di conoscere alcuni dei suoi segreti, e sa che cosa egli abbia sacrificato per ricercare il sapere. Gli dice che sa di Mímir e dove sia finito il suo occhio, e come lui l'abbia ceduto in cambio dell'onniscienza. Continuamente gli chiede se voglia ascoltare oltre.
Lo avverte quindi che seguirà la narrazione di terribili avvenimenti. L'assassinio di Baldr, il migliore e il più giusto degli dèi. La ribellione di Loki, e di altri. Come infine tutti gli dèi periranno quando il fuoco e la violenza delle acque travolgeranno il cielo e la terra, mentre gli dèi combatteranno l'ultima battaglia contro i loro nemici. Questa è la sua profezia, questo è il destino degli dèi: il Ragnarǫk. Descrive i richiami alla battaglia e le sofferenze personali di ogni dio. Narra la tragica fine di molti degli dèi e come Odino stesso venga ucciso.
Alla fine, dalle ceneri dei morti e dalla distruzione, risorgerà un mondo meraviglioso dove Baldr vivrà nuovamente, un mondo nuovo nel quale la terra darà messi in abbondanza senza nemmeno bisogno di essere seminata.

## Influssi sul genere fantasy
Quest'opera ebbe anche un discreto influsso sull'opera tolkieniana. Ad esempio, Tolkien trasse dalle stanze 9-16, che elencano i nani, i nomi di molti personaggi delle sue opere, anche se non di tutti: alcuni, come Óin e Balin, sono stati creati (o adattati) dall'autore per confermare i vincoli di parentela con altri personaggi che invece prendono il nome dalla Vǫluspá, come Glóin e Dwalin (Balin deriva da un personaggio de La morte di Artù di Malory).